# Punt Ota (Cinuos-chel-Brail)
Punt Ota ([ˌpʊntˈotɐ]ⓘ, rätoromanisch in den Idiomen Putèr und Vallader für Hohe Brücke) ist in ihrer heutigen Ausführung eine hölzerne, dem Langsam- und Forstverkehr vorbehaltene Brücke mit unterlegtem Stahlverbau über den Bach Ova da Punt Ota zwischen den Fraktionen Cinuos-chel und Brail und damit zwischen den Engadiner Gemeinden S-chanf und Zernez. Die Brücke gilt als Landmarke für die Grenze zwischen dem Ober- und Unterengadin, die links des Inn entlang der Ova da Punt Ota verläuft. Bereits 1356 besass Ulrich von Planta Zölle und Bergwerke im Gebiet von Punt Martin bis Puntalt als Lehen. Die heutige idiomatische Grenze zwischen den beiden Idiomen Putèr und Vallader liegt wenige Kilometer weiter unten im Tal, unterhalb von Brail.
Die ursprüngliche Brücke entstand im 9. oder 10. Jahrhundert. Spätestens ab dem 13. Jahrhundert bis mindestens ins 18. Jahrhundert war der Talabschnitt im Umfeld der Brücke besiedelt. Der damalige Ort hiess Pontalt (oder auch Puntauta, Punt auta oder Pont alto, alle ebenfalls in der Bedeutung Hohe Brücke). Damals waren Pontalt und die damalige Grenzsiedlung Juvelle unterhalb des heutigen Martina Grenzstationen des Unterengadins. Pontalt war zu jener Zeit der oberste Engadiner Vorposten der Herrschaft Tirol.
Die dem Langsamverkehr dienende Holzbrücke Punt Ota hat seit 2008 eine unterlegte Stahlkonstruktion. Die seit 1852 bestehende alte Steinbogenbrücke der ehemaligen Kantonsstrasse wurde 2015 anlässlich einer Strassenkorrektion 25 talwärts durch eine moderne Plattenbalkenbrücke ersetzt, um dem wachsenden Durchgangsverkehr auf der Hauptstrasse 27 längst des Inntals zu genügen.
Verbunden mit der Bezeichnung der Brücke bzw. der ehemaligen Siedlung sind die Bezeichnungen des Berges Piz Punt Ota, des Baches Ova da Punt Ota, des Passübergangs Fuorcla Punt Ota sowie des Bergsees Lej da Punt Ota.

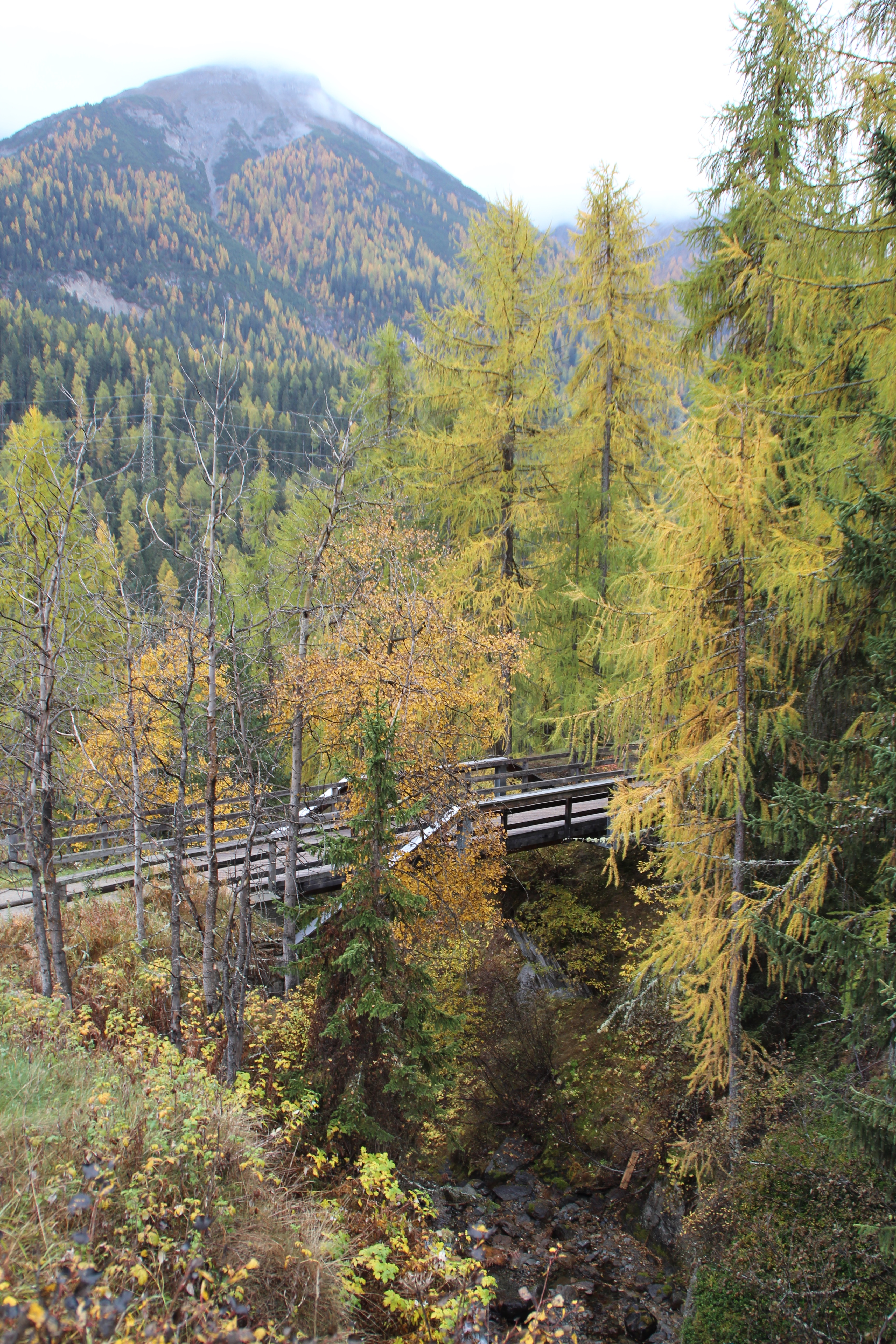
Blick talwärts
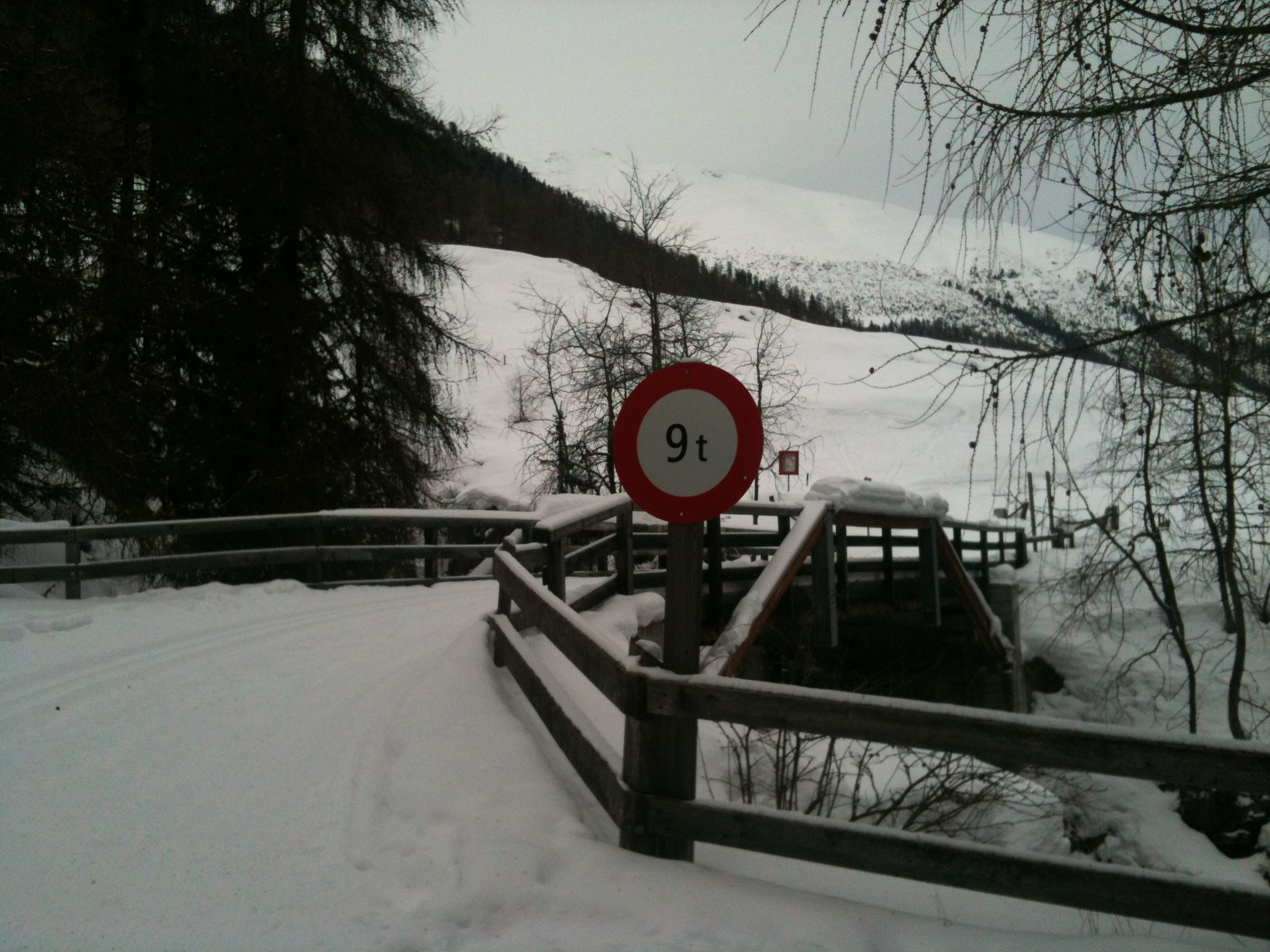
Die schneebedeckte Punt Ota, Stahlkonstruktion, freigegeben für 9-Tönner
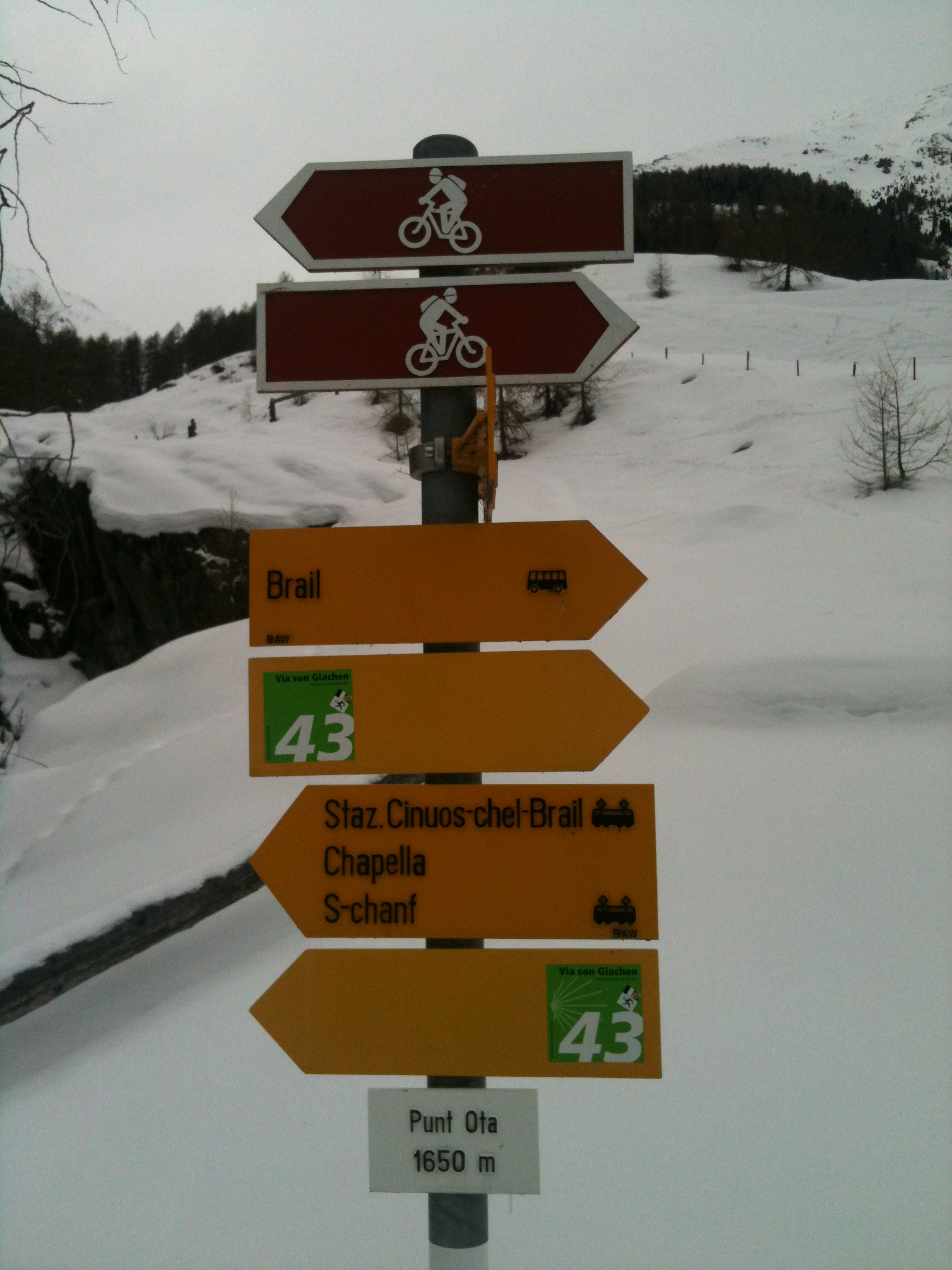
Die Punt Ota auf 1650 m. ü. M. am Jakobsweg Graubünden